# 맨해튼의 거리 목록
이 문서는 뉴욕 시 맨해튼의 번호가 붙은 동서 거리를 나타낸 문서이다. 주요 도로는 링크된 문서가 있으며, 작은 거리는 바로 이 문서에서 언급된다. 거리는 방위보다는 허드슨강과 평행을 이루게 설계되어 있으므로, 정확하게 동서로 진행되지 않는다. 서쪽은 실제 서쪽보다는 약 29도가량 북쪽에 있다.
번호가 붙은 거리는 도시를 가로지르는 도로이다. 보통, 짝수는 동쪽 일방통행이고, 홀수 거리는 서쪽으로 일방통행이다. 여기에는 여러 예외들이 존재한다. 대부분의 넓은 도로는 쌍방통행이며, 몇몇의 좁은 도로도 마찬가지이다.
예를 들어, 8가 아래는 브로드웨이에서는 동 10가에서 서 10가처럼 거리의 이름은 동쪽에서 서쪽으로 붙여졌으며, 위로는 15가에서 8가에서 그 이상이다.
비록 번호가 붙여진 거리는 이스트 빌리지에 있는 동 하우스턴 가의 북쪽에서 바로 시작하지만, 그것은 일반적으로 그리니치 빌리지로 서쪽으로 진행하지 않으며, 격자무늬 설계가 1811년 커미셔너 플랜에 의해 설계될 때, 그것들은 이미 거리를 가지고 있었다.  서쪽으로 계속된 거리는 허드슨강에 도달하기 직전에 방향을 바꾼다. 격자는 14가 북쪽에서부터 섬의 길이를 커버하고 있다. 13가 거리는 방향의 변경없이 최남단의 번호가 붙은 거리로 맨해튼 전체 길이로 확장되어 있지만, 잭슨 스퀘어 공원에 의해 가로 막혀 있다.
220가가 맨해튼 섬에서 붙은 번호 중 가장 높은 숫자이다. 마블 힐 또한 맨해튼 자치구 내에 속한다. 따라서, 이 자치구에서 가장 높은 거리 번호는 228가이다. 그러나 이 번호가 브롱크스까지 계속되어서 263가까지 계속된다. 가장 작은 번호는 동 1가이며, 이스트 하우스턴 가 근처의 알파벳시티까지 뻗어있을 뿐만 아니라 배터리 파크 시티의 퍼스트 플레이스까지도 진행되어 있다.

## 개요

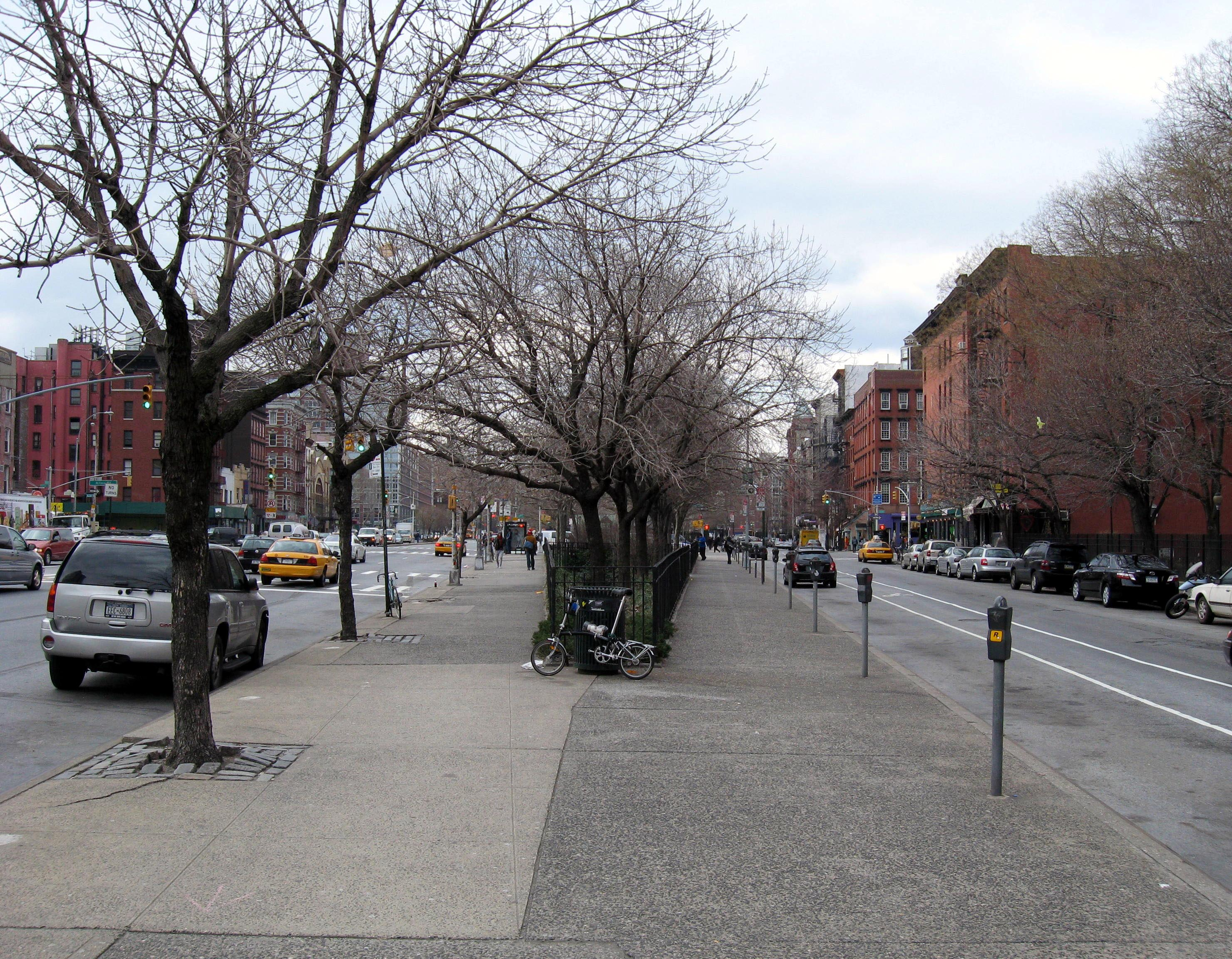
페레츠 스퀘어, 왼쪽으로 하우스턴 가, 오른쪽으로 1가

### 1가 ~7가
동 1가는 이스트 하우스턴 가 북쪽의 애비뉴 A 지점에서 시작하여, 바우어리까지 계속된다. 페레츠 스퀘어는 작은 삼각형 공원에서 하우스턴 가와 1 가와 1 가가 교차하면서 생긴 틈새에 있다.
동 2가, 5가와 7가의 동쪽은 애비뉴 D이지만, 동 1가의 동쪽은 상술한 바와 같이 애비뉴 A이며, 동 6가의 동쪽은 FDR 드라이브에 연결되어 있다.
1, 2, 5, 6, 7가의 서쪽은 바우어리 / 3가 하지만 3가 (전 Amity Place)는 6가까지 ,4가는 웨스트 스트리트까지 각각 서쪽과 북쪽으로 그리니치 빌리지까지 뻗어있다. 그레이트 존스 가는 동 3가와 서 3가에 연결되어 있다.
동 5가는 세가지로 나뉘어 있다. 첫째, 애비뉴 D에서 애비뉴 C, 두 번째가 애비뉴 B에서 애비뉴 A, 그리고 셋째가 1가에서 쿠퍼 스퀘어의 구간이다.
동쪽 6가는 1가와 2가 사이에 많은 인도 레스토랑이 위치하고 있으며, 카레 로우 (Curry Row)라고 불리고 있다.

#### 거리의 길이
| 거리 | 시작                     | 끝               | 길이        |
| 1가  | 애비뉴 A／동 하우스턴 가 | 바우어리         | 0.6 km/0.4m |
| 2가  | 애비뉴 D／동 하우스턴 가 | 바우어리         | 1.3 km/0.8m |
| 3가  | 애비뉴 D                 | 바우어리         | 1.3 km/0.8m |
| 4가  | 애비뉴 D                 | 서 13가          | 3.1 km/2.0m |
| 5가  | 애비뉴 D                 | 쿠퍼 스퀘어／3가 | 1 km/0.6m   |
| 6가  | FDR 드라이브             | 쿠퍼 스퀘어／3가 | 1.5 km/0.9m |
| 7가  | 애비뉴 D                 | 3가              | 1.3 km/0.8m |

### 8가 ~9가
8가와 9가는 서로 평행하게 달리고 있어 애비뉴 D에서 시작한다. 애비뉴 B 지점의 톰킨스 스퀘어 공원에 의해 길이 나뉘고, 애비뉴 A부터 다시 길이 시작하여 6가까지 계속된다. 서 8가 지역은 사람들에게 중요한 쇼핑 지역이다. 애비뉴 A와 3가 사이의 8가는 세인트 마크 플레이스라고 하지만 아래 표에 이름이 바뀐 부분의 길이도 포함되어 있다.
M8 버스 노선은 애비뉴 A와 6가 사이의 동 8가에서 서쪽으로 9가까지 운행하고 있다.

#### 거리 길이
| 거리 | 시작     | 종점 | 길이       |
| ---- | -------- | ---- | ---------- |
| 8가  | 애비뉴 D | 6가  | 2km / 1.3M |
| 9가  | 애비뉴 D | 6가  | 2km / 1.3M |

### 10가 ~13가
10가는 프랭클린 D. 루즈벨트 이스트 리버 드라이브(줄여서, FDR 드라이브)에서 시작하여 11가와 12가는 애비뉴 C에서 시작한다. 6가 서쪽에서는 그 길은 약 40° 남쪽으로 돌아 그리니치 빌리지의 부지 거리로 연결되고, 허드슨강에 접한 웨스트 가까지 계속된다. 웨스트 4가는 6가에서 북쪽으로 꺾어지기 때문에 이 거리는 10가, 11가, 12가와 13가와 웨스트 빌리지에서 교차한다.
M8 버스는 애비뉴 D와 애비뉴 A 사이에서 10가를 양방향으로 운행하고 있다. 그리고 웨스트 스트리트와 6가 사이가 동쪽에 있다.
10가 웨스트 스트리트에서 이스트 강까지의 구간에는 동쪽으로 가는 자전거 레인이 있다. 2009년 10가 애비뉴 A에서 이스트 강 사이의 양방향 부분이 자전거 마크와 자동차 자전거 공용 도로 표지가 설치되었지만, 아직 자전거 전용 차선은 되어 있지 않다. 웨스트 10가는 한때 Richard Amos의 이름을 따서 아모스 가라고 했다.
13가는 세 부분으로 나눠져 있다. 첫째, 애비뉴 C에서의 막 다른 골목에서 두 번째 막 다른 골목에서 애비뉴 B 직전까지 그리고 그리니치 애비뉴를 달리는 것과 그리고 세 번째는 8가에서 10가 사이이다.

#### 거리 길이
| 거리 | 시작             | 끝              | 길이   |
| ---- | ---------------- | --------------- | ------ |
| 10가 | FDR 드라이브     | 웨스트 스트리트 | 3.4 km |
| 11가 | 애비뉴 C         | 웨스트 스트리트 | 2.8 km |
| 12가 | 애비뉴 C         | 웨스트 스트리트 | 3.1 km |
| 13가 | 애비뉴 C         | 막다른 길       | 0.3 km |
| 13가 | 막다른 길 (Av B) | 10번 애비뉴     | 3 km   |

### 14가
14 가는 맨하탄의 숫자 이름 그대로의 메인 스트리트 중 하나이다. 그것은 애비뉴 C에서 시작하여, 웨스트 스트리트에서 끝난다. 길이는 3.4km이며, 그 거리에 지하철 역이 6개 있다.
- 1번로 역 (L 트레인)
- 3번로 역 (L 트레인)
- 14가-유니언 스퀘어 역 (4 5 6 <6> L N Q R 트레인)
- 14가/6번로 역 (1 2 3 L F M 트레인)
- 14가-8번로 역 (A C E L 트레인)

애비뉴 A와 애비뉴 C에서 웨스트 스트리트에는 M14AD 버스가 운행하고 있다.

### 15가, 16가
15가는 FDR 드라이브에서 시작, 16 가는 FDR 드라이브와 애비뉴 C 사이의 중간 막 다른 골목에서 시작한다. 그들은 모두 애비뉴 C로 가로 막힌 후,  1 애비뉴에서 웨스트 스트리트까지 이어지다가 유니온 스퀘어에서 다시 중단된다. 16가도 스터이베슨트 스퀘어에서 또한 중단된다.

### 거리 길이
| 거리 | 시작             | 끝              | 길이  |
| ---- | ---------------- | --------------- | ----- |
| 15가 | FDR 드라이브     | 애비뉴 C        | 0.3km |
| 15가 | 1 애비뉴         | 웨스트 스트리트 | 2.4km |
| 16가 | 막다른 길 (Av C) | 애비뉴 C        | 0.2km |
| 16가 | 1 애비뉴         | 웨스트 스트리트 | 2.9km |

### 17가 ~19가

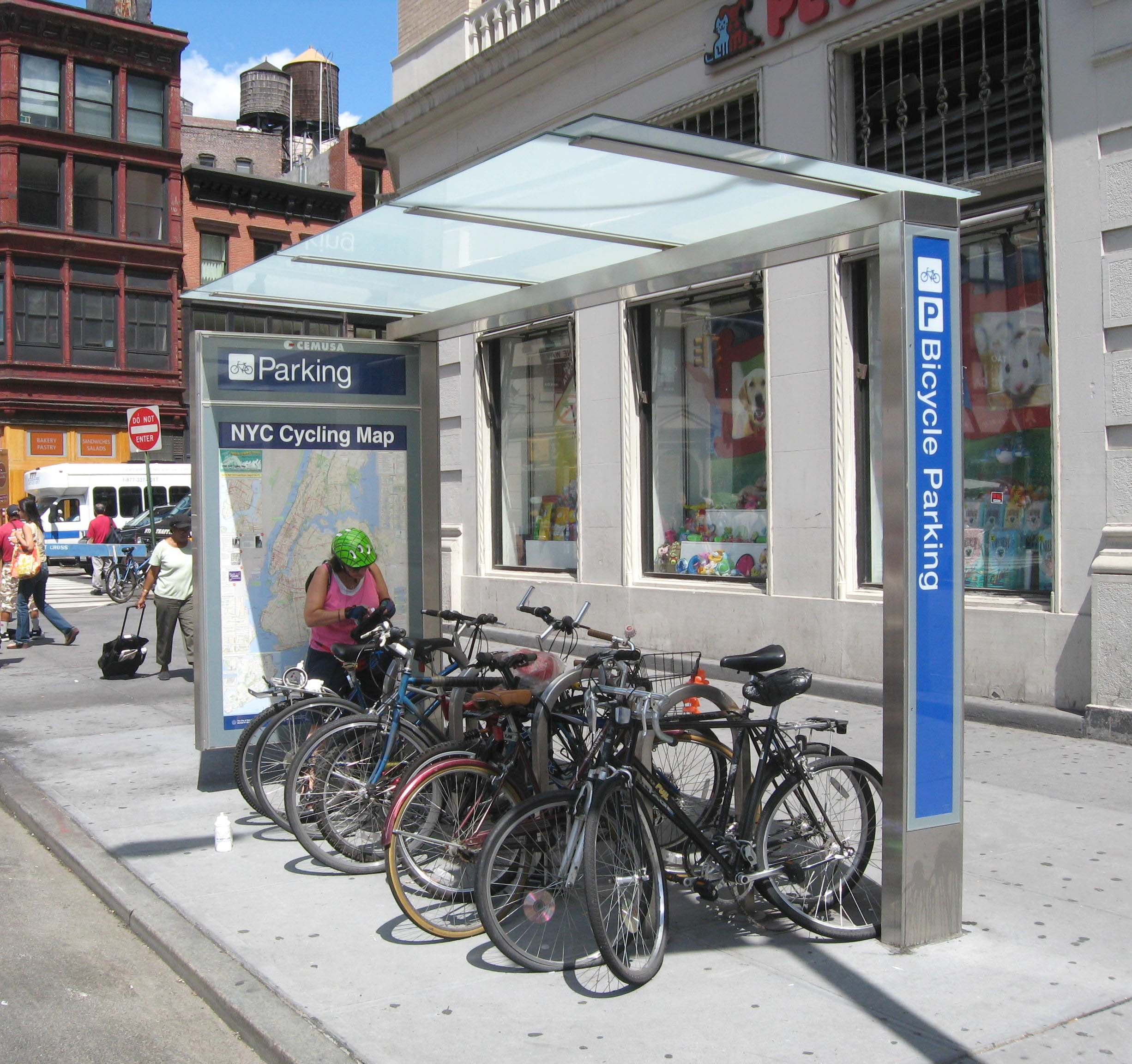
17가 자전거 파킹

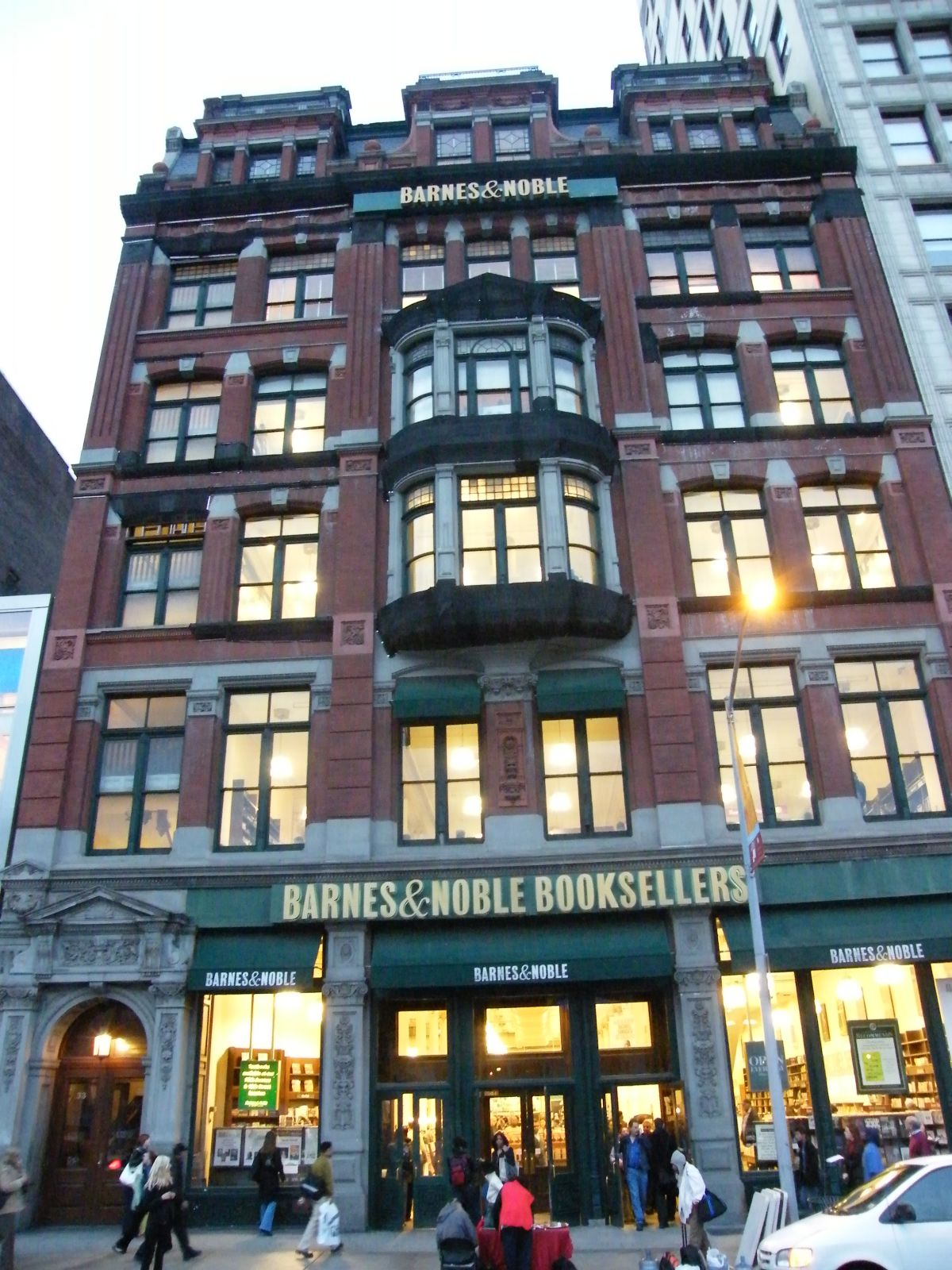
센추리 빌딩 33 동 17가

17가, 18가와 19가의 세 가지는 모두 1 애비뉴에서 시작하여 11 애비뉴에서 끝난다.
18가는 하나의 지하철 로컬 역 18가가 있다. 이것은 IRT 브로드웨이 - 7 애비뉴 선 ( 1 2 트레인) 서비스이다. 한때 파크 애비뉴 사우스 교차로에 IRT 렉싱턴 애비뉴 선에 18가 역이 존재했다.
19가는 10 애비뉴에서 11 애비뉴 사이의 부분에서는 진행 방향이 다르다.

### 거리 길이
| 거리 | 시작     | 끝        | 길이  |
| ---- | -------- | --------- | ----- |
| 17가 | 1 애비뉴 | 11 애비뉴 | 2.6km |
| 18가 | 1 애비뉴 | 11 애비뉴 | 2.6km |
| 19가 | 1 애비뉴 | 11 애비뉴 | 2.6km |

### 20가 ~22가
20가는 FDR 드라이브에서 시작, 21가와 22가는 1 애비뉴에서 시작한다. 그것들은 모두 11 애비뉴에서 끝난다. 20가, 21가와 22가의 마지막 블록(10 애비뉴에서 11 애비뉴)는 보통의 진행 방향과 반대 방향으로 되어 있다.

### 거리 길이
| 거리 | 시작         | 끝        | 길이  |
| ---- | ------------ | --------- | ----- |
| 20가 | FDR 드라이브 | 11 애비뉴 | 3.1km |
| 21가 | 1 애비뉴     | 11 애비뉴 | 2.7km |
| 22가 | 1 애비뉴     | 11 애비뉴 | 2.7km |